# Alfredo Mayo
Alfredo Mayo, nome d'arte di Alfredo Fernández Martínez  (17 maggio 1911 – Palma di Maiorca, 19 maggio 1985), è stato un attore spagnolo.
Era accreditato anche come Jaime de Andrade.

## Biografia
Esordì nel 1929 in teatro, nella compagnia di Ernesto Vilches. Durante la guerra civile spagnola appoggiò Francisco Franco, entrando anche nell'aviazione: in seguito apparve in molti film di propaganda del regime franchista. Lavorò tuttavia anche per Carlos Saura nei lungometraggi La caccia e Frappé alla menta. Nel 1963 fu diretto da Nicholas Ray in 55 giorni a Pechino, pellicola girata in Spagna, in un cast che contava, tra gli altri, Charlton Heston, Ava Gardner e David Niven. Girò diverse pellicole in Italia: al riguardo lo si ricorda soprattutto accanto ad Aldo Fabrizi nel film Il maestro..., ultima regia dell'attore romano. Tra le prove cinematografiche della sua maturità artistica, è da menzionare Tu lo condanneresti?.
Morì nel 1985 in seguito a un infarto. 

## Filmografia parziale
- El ciento trece, regia di Raphael J. Sevilla e Ernesto Vilches (1935)
- Las tres gracias, regia di José Leitão de Barros (1936)
- El santuario no se rinde, regia di Arturo Ruiz Castillo (1949)
- La leonessa di Castiglia (La leona de Castilla), regia di Juan de Orduña (1951)
- Il maestro..., regia di Aldo Fabrizi (1957)
- Le legioni di Cleopatra, regia di Vittorio Cottafavi (1959)
- Fontana di Trevi, regia di Carlo Campogalliani (1960)
- Armi contro la legge (Armas contra la ley), regia di Ricardo Blasco (1961)
- La rivolta dei mercenari, regia di Piero Costa (1961)
- Marcia o crepa, regia di Frank Wisbar (1962)
- 55 giorni a Pechino (55 Days at Peking), regia di Nicholas Ray (1963)
- I magnifici Brutos del West, regia di Marino Girolami (1964)
- Agente 077 missione Bloody Mary, regia di Sergio Grieco (1965)
- Da 077: Intrigo a Lisbona, regia di Federico Aicardi e Tulio Demicheli (1965)
- Il pugno proibito dell'agente Warner (Faites vos jeux, mesdames), regia di Marcel Ophüls (1965)
- Due mafiosi contro Goldginger, regia di Giorgio Simonelli (1965)
- Missione speciale Lady Chaplin, regia di Alberto De Martino (1966)
- Agente Logan - Missione Ypotron, regia di Giorgio Stegani (1966)
- La caccia (La caza), regia di Carlos Saura (1966)
- Frappé alla menta (Peppermint Frappé), regia di Carlos Saura (1967)
- 7 eroiche carogne (Comando al infierno), regia di José Luis Merino (1969)
- Arriva Sabata!..., regia di Tulio Demicheli (1970)
- Nelle pieghe della carne, regia di Sergio Bergonzelli (1970)
- Mio caro assassino, regia di Tonino Valerii (1972)
- La preda e l'avvoltoio (Un dólar de recompensa), regia di Rafael Romero Marchent (1972)
- Tu lo condanneresti? (Procéso a Jesus), regia di José Luis Sáenz de Heredia (1973)
- Campa carogna... la taglia cresce, regia di Giuseppe Rosati (1973)
- Storia di karatè, pugni e fagioli, regia di Tonino Ricci (1973)
- Delirio d'amore, regia di Tonino Ricci (1977)
- Incontri con gli umanoidi, regia di Tonino Ricci (1979)
- Goya, regia di José Ramón Larraz (1985) - miniserie TV